# Земская почта Псковского уезда
Зе́мская по́чта Пско́вского уе́зда — земская почта, организованная земской управой Псковского уезда Псковской губернии. Земская почта Псковского уезда существовала с 1871 года. В уезде выпускались собственные земские почтовые марки.

## История почты
Псковская уездная земская почта была открыта 26 июля 1871 года. В её задачи входила доставка служебной и частной корреспонденции, которая отправлялась 2 раза в неделю из уездного центра в 18 земских почтовых пунктов. Оплата доставки частных почтовых отправлений производилась земскими почтовыми марками.

## Выпуски марок

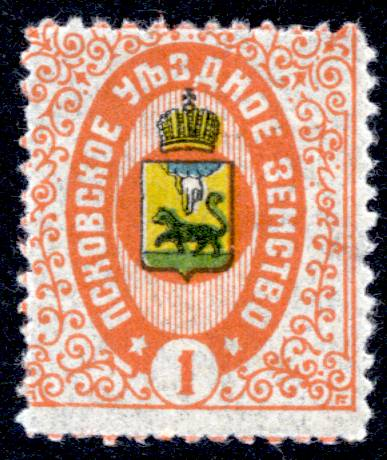
Псковская уездная земская марка 1907 г.

Выпуск собственных земских почтовых марок начался в 1871 году. На марках был изображён герб Псковской губернии.
Земские почтовые марки выпускались номиналом 1, 3, 5, 10 и 40 копеек для оплаты соответственно пересылки почтовых карточек, писем, посылок и бандеролей с периодическими изданиями. Первые выпуски земских марок были в форме ромба.
В 1895 году и в 1902 году на некоторых земских почтовых марках Псковского уезда в связи с изменением тарифов земской почты была сделана надпечатка нового номинала.
Всего было выпущено ? видов марок (по каталогу Шмидта), которые выпускались до ? года.

## Маркированные почтовые карточки
Земской почтой Псковского уезда в 1892 году была выпущена оригинальная маркированная почтовая карточка (открытое письмо) с напечатанной земской маркой номиналом полторы копейки. Открытое письмо представляло собой карточку из картона голубого цвета, ограниченную со всех сторон чёрной прямоугольной рамкой, в центре которой помещена синяя надпись в три строки: «Земская почта», «Открытое письмо», «Псковского уезда». В левом верхнем углу изображён штемпель рисунка, аналогичного рисунку уездной почтовой марки. В правом верхнем углу карточки наискосок сделана надпись: «Место для наклейки». Над ней нанесён текст «3-копеечная государственная почтовая марка», а под ней текст: «Для пересылки по всей Империи».
Как только Главное управление почт и телеграфов узнало о выпуске этой почтовой карточки, оно распорядилось прекратить её продажу. Получив такое распоряжение, Псковская земская управа зачернила надписи о наклейке государственной марки и о пересылке по всей Империи, сделав вместо этого надпечатку «Правительственной почтой пересылаемы быть не могут» и в 1895 году вновь выпустила эти карточки с надпечаткой в продажу. Надпечатка вначале выполнялась краской красного цвета, а затем — чёрного цвета
Главное управление почт и телеграфов опять запретило использовать почтовые карточки земской почты Псковского уезда. На этот раз продажа почтовых карточек была прекращена, а остатки приобрёл издававшийся в Санкт-Петербурге филателистический журнал «Всемирная Почта», который предлагал их своим подписчикам в 1898 году по цене две 7-копеечных марки за один экземпляр почтовой карточки.

## Гашение марок
Марки гасились чернилами путём перечеркивания. Также использовались для гашения почтовые штемпеля различного размера и формы.